# Streifzüge
Streifzüge ist eine in Wien unter den Bedingungen des Copyleft erscheinende kapitalismuskritische Zeitschrift. Die seit 2003 bestehende Website der Streifzüge enthält sowohl alle Beiträge der Printausgaben als auch weitere Artikel.
Die erste Print-Ausgabe der Streifzüge erschien im Frühjahr 1996. Herausgegeben wurde sie vom Kritischen Kreis, einem an der Wertkritik orientierten Diskussionszirkel. Ursprünglich nur als Informationsblatt gedacht, entwickelten sich die Streifzüge in den folgenden Jahren zu einem konzeptionierten Magazin. Gegenwärtig erscheinen die Streifzüge drei Mal jährlich in einer Auflage von 1.500 Stück. Das Motto lautet „unsachlich, wertlos, jenseits“, der Untertitel  „Magazinierte Transformationslust“. Jede Ausgabe widmet sich einem Schwerpunktthema, enthält aber auch Artikel zu anderen Themen.
Im Zentrum der radikalen Kapitalismuskritik steht der Modus der Verwertung in all seinen Ausprägungen: Markt, Konkurrenz, Tausch, Kauf, Geld, Ware, Arbeit. Man fordert eine allseitige „Entwertung der Werte“. Neben der Kritik ist in den letzten Jahren die Perspektive resp. die Frage nach dem guten Leben immer mehr in den Mittelpunkt gerückt.
Zu den Autoren gehörten oder gehören:
| - Aramis - Roger Behrens - Julian Bierwirth - Ilse Bindseil - Eske Bockelmann - Friederike Habermann - Meinhard Creydt - Andreas Exner - André Gorz | - John Holloway - Peter Klein - Tomasz Konicz - Robert Kurz - Paolo Lago - Karl-Heinz Lewed - Ernst Lohoff - Stefan Meretz | - Franz Nahrada - Emmerich Nyikos - Peter Pott - Erich Ribolits - Peter Samol - Annette Schlemm - Norbert Trenkle - Ulrich Weiß |

Die Redaktion besteht aus:
| - Lorenz Glatz - Severin Heilmann - Franz Schandl | - Martin Scheuringer - Ricky Trang | - Maria Wölflingseder - Petra Ziegler |

Die Streifzüge sind Partner im Internetportal Linksnet.